# Casa de los Luchadores del Gueto
La Casa de los Luchadores del Gueto (en hebreo: בית לוחמי הגטאות‎, Bet Lojaméi HaGuetaot; oficialmente Museo de Herencia de la Resistencia Judía y Centro de Documentación e Investigación a nombre de Itzhak Katzenelson) es un museo ubicado al norte de Israel, dedicado a la historia de los judíos partisanos, que durante la Segunda Guerra Mundial formaban parte de las resistencias en los guetos y de los movimientos partisanos en diferentes países ocupados por la Alemania nazi. Se trata de uno de los principales museos del mundo dedicados a esta temática.

## Contexto histórico

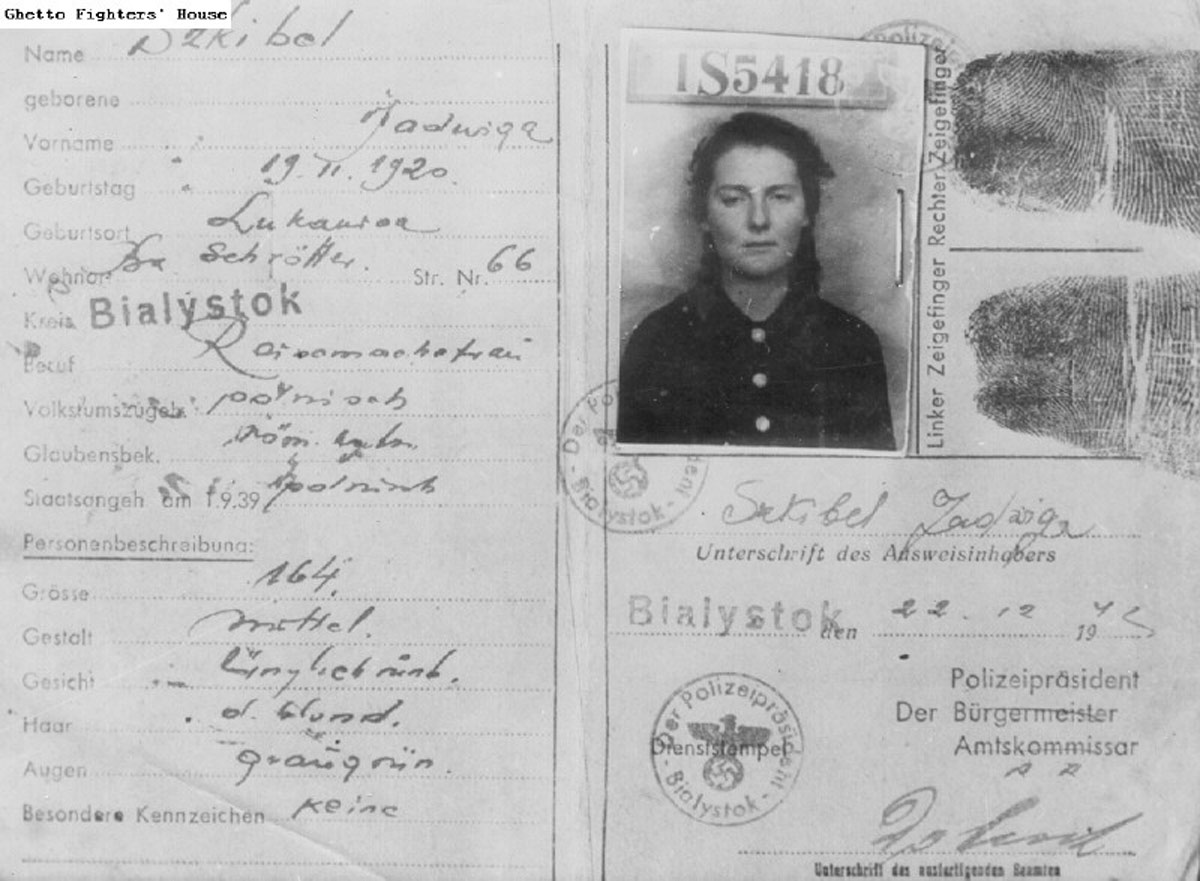
Un pasaporte falsificado de una operadora de radio judía de la Resistencia de Białystok.

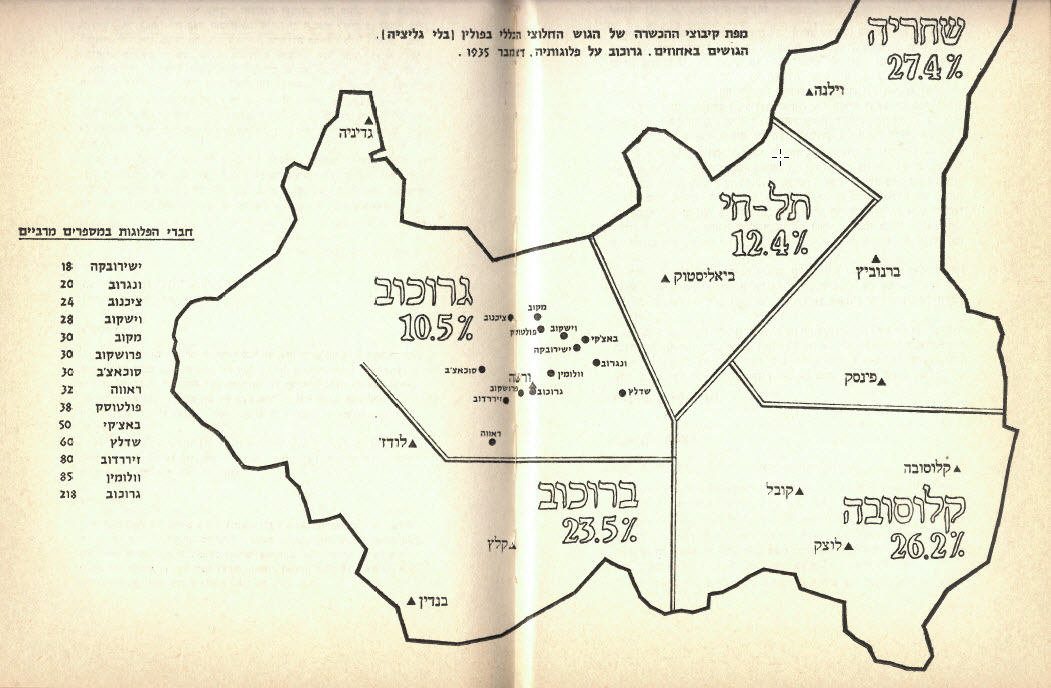
Mapa de los grupos de formación de los kibutz en Polonia.

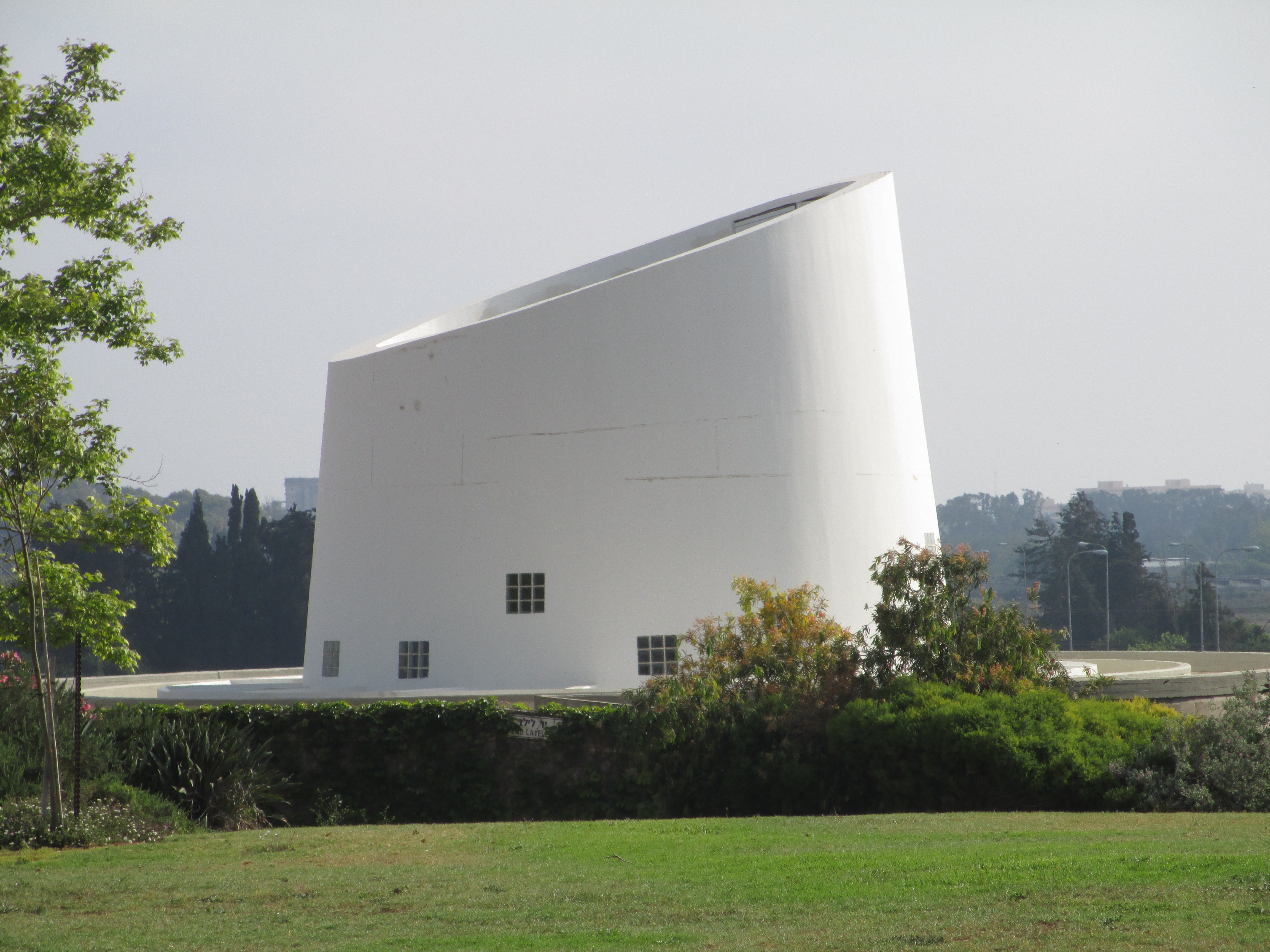
Yad Layeled: Memorial y museo de los niños.

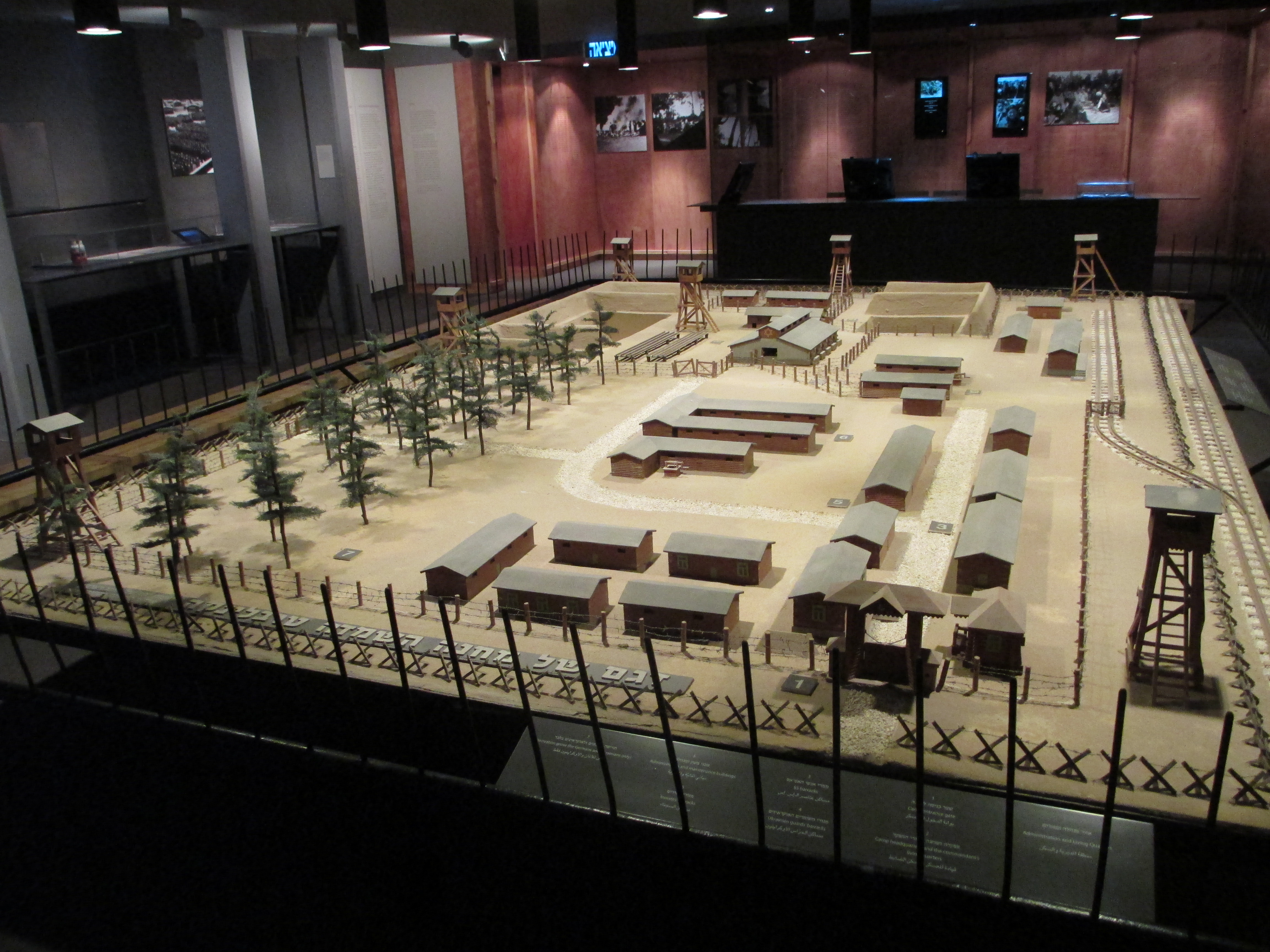
Maqueta del campo de exterminio Treblinka.

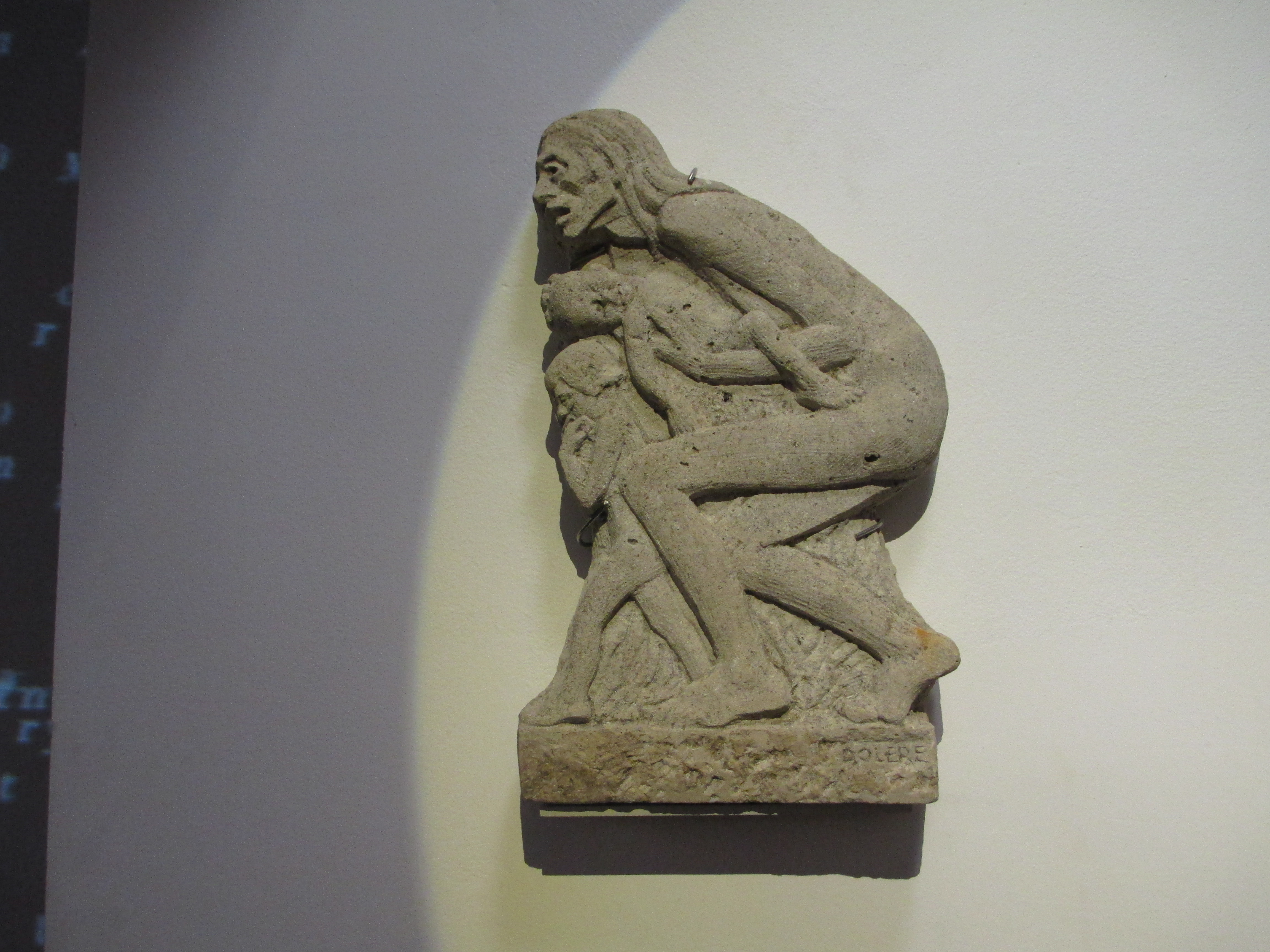
Grabado en piedra caliza de una madre y su hijo a la entrada de la cámara de gas.

## Descripción
El museo fue fundado en 1949 por los miembros fundadores del Kibutz homónimo al norte de Israel, al mismo tiempo de la fundación del propio kibutz por supervivientes del Holocausto y exmiembros de la resistencia judía. El kibutz Lohaméi HaGuetaot (lit. Luchadores de los guetos) se encuentra situado en la carretera litoral del Mediterráneo, aproximadamente a la mitad del camino entre Acre y Nahariya. Itzhak Katzenelson, cuyo nombre recibe el museo, fue un poeta judío bielorruso que falleció en el campo de concentración Auschwitz.
La Casa de los Luchadores del Gueto se considera el primer museo del Holocausto del mundo (un formato muy común en la actualidad, que reúne a grandes museos y memoriales), además del primer museo dedicado al heroísmo judío. Según sus estatutos, representa el firme compromiso de sus fundadores con la educación y preservación de la memoria del Holocausto en Israel y en el mundo. La exposición del museo narra la historia del pueblo judío durante el siglo xx, y especialmente durante la Segunda Guerra Mundial. En el centro de la narrativa está el individuo, en torno al cual se desarrollan las múltiples narrativas y expresiones de la resistencia judía en los guetos y campos de concentración, y su lucha desde dentro de los movimientos partisanos.

### Exhibiciones permanentes
El museo ofrece 11 exhibiciones permanentes:
|    | Nombre de la exhibición                                                               | Descripción |
| -- | ------------------------------------------------------------------------------------- | --- |
| 1  | La Varsovia judía: una historia del espíritu humano                                   | La Varsovia judía: una historia del espíritu humano |
| 2  | Encarando la jaula de cristal                                                         | Exhibición sobre el juicio de Adolf Eichmann, cuyo objeto clave es la cabina de cristal original en la que se sentaba Eichmann durante su juicio en Jerusalén. |
| 3  | Yizcor                                                                                | Sala conmemorativa que narra la historia de los objetos de la cultura judía perdidos en el Holocausto.                                                         |
| 4  | Casa del testimonio                                                                   | Las historias de los fundadores del kibutz de los Luchadores de los Guetos.                                                                                    |
| 5  | Campos de concentración y exterminio: exterminación industrial de la judería europea. | Campos de concentración y exterminio: exterminación industrial de la judería europea.                                                                          |
| 6  | El gueto de Varsovia se resiste                                                       | La historia del levantamiento del gueto de Varsovia. |
| 7  | Los judíos holandeses y el Holocausto                                                 | La compleja historia del Holocausto de los judíos de los Países Bajos.                                                                                         |
| 8  | El niño judío y el Holocausto                                                         | Recreando historias y hechos reales recuperados a partir de diarios personales y testimonios.                                                                  |
| 9  | El Korczak de los niños                                                               | Exhibición dedicada al médico, educador y escritor Janusz Korczak.                                                                                             |
| 10 | Cristales de colores                                                                  | Exhibición de 17 vitrales, cuyos diseños se basan en dibujos de niños en el gueto de Theresienstadt.                                                           |
| 11 | Plataforma de observación                                                             | Una vista hacia el futuro |

## Asociación
El museo cuenta con una asociación muy activa mundialmente, llamada Friends of GFH (Amigos de la Casa de los Luchadores del Gueto, por sus siglas en inglés: Ghetto Fighters' House). La asociación tiene sedes en Israel, Francia, Austria y Estados Unidos.